# Leonid Tchertkov
Leonid Natanovitch Tchertkov (en russe : Леони́д Ната́нович Чертко́в, né le 14 décembre 1933 à Moscou et mort le 28 juin 2000 à Cologne) est un poète, écrivain, historien de la littérature et traducteur russe et soviétique.

## Biographie
Leonid Tchertkov nait le 14 décembre 1933 dans une famille juive. Son père est un militaire, Nathan Aleksandrovitch Tchertkov. Il étudie à l'Institut bibliothécaire d'État de Moscou, de 1952 à 1956, et commence à écrire de la poésie,.
Il dirige ensuite le cercle des Poètes de la mansarde, ou groupe de Tchertkov, où entrent Galina Andreïeva, Stanislav Krassovitski, Valentin Khromov, Andreï Sergueïev, et Nikolaï Chatrov,.
En 1957, il est condamné à 5 ans de prison sur le fondement de l'article 58.10 du code pénal (agitation antisoviétique et propagande). L'enquête l'accuse d'avoir soutenu depuis 1953 que la révolution d'Octobre était une erreur historique, et que le marxisme avait vieilli en tant que science, et n'avait pas d'apport pour les conditions de vie matérielle ou spirituelle de l'homme. Devant les juges, il ne reconnait pas sa culpabilité, et leur enjoint « de ne pas faire de lui un criminel politique ».
Il effectue sa peine à Doubravlag, en république socialiste soviétique autonome de Mordovie. Il publie pendant ses années de détention des samizdat. Dans le camp, il fait connaissance de l'artiste Rodion Goudzneko et du poète Mikhaïl Krassilnikov. Il crée avec ce dernier les almanachs manuscrits Troie («Троя») et Pantchanada («Пятиречие»). Un de ses poèmes est publié en 1961 dans les pages du journal de samizdat moscovite Phenix («Феникс»). Il rassemblera à partir de 1962 ses samizdat dans le recueil Nerastankino («Нерастанкино»).
Libéré en janvier 1962, il vit à Moscou jusqu'en 1964, travaille à l'Institut national de l'information scientifique pour les sciences sociales (ru) de l'Académie des sciences. Il se lie d'amitié avec Dmitri Plavinski, Guennadi Aïgui, Vadim Kozovoï, et Lev Tourtchinski (ru).
Entre 1966 en 1974, il vit à Leningrad. Il suit les cours par correspondance de l'université de Tartu et de l'université Herzen, qu'il termine en 1968. Spécialiste de l'histoire de la littérature russe, il rédige de nombreux articles pour la Courte encyclopédie littéraire (ru), l'Encyclopédie de Lermontov et d'autres publications. Il traduit de la poésie anglaise et américaine. Il est lié à Joseph Brodski, Lev Lossev (ru), Sergueï Dovlatov, Konstantin Azadovski (ru), Aleksandr Lavrov (ru). Il fréquente Andreï Iegounov (ru) et Ivan Likhatchiov (ru).
Il est marié de 1966 à 1974, jusqu'à leur divorce, avec Tatiana Lvovna Nikolskaïa (ru), née en 1945, critique littéraire. Elle a écrit des souvenirs sur lui.
En 1974, il émigre en dehors de l'URSS. Il vit à Vienne, puis enseigne à Toulouse, puis  dans les années 1980—1985, à l'université de Cologne.
Sous sa direction ont été publiés les recueils des œuvres de Konstantin Vaguinov (Munich, 1982), et de Vladimir Narbout (Paris, 1983). Il écrit dans les revues l'Arche, le Continent, Gnosis, Témoin du mouvement chrétien russe (ru), Symbole, et le journal de la Pensée russe, puis dans les années 1990 dans la Nouvelle critique littéraire, et Novy mir. Il publie des livres de poèmes en Allemagne et en Russie.
Il meurt le 28 juin 2000 d'une crise cardiaque dans la bibliothèque de la chaire de slavistique de l'université de Cologne . Il est enterré au cimetière de Südfriedhof.

## Publications

### Recueils
- (ru) Огнепарк [« Parc de feu »], Cologne,‎ 1987 (lire en ligne)
- (ru) Смальта [« Smalt »], Cologne,‎ 1997 (lire en ligne)
- (ru) Стихотворения [« Poésies »]  (Texte préparé par I. Akhmetiev), Moscou, OGI,‎ 2004, 109 p. (ISBN 5-94282-247-6 et 9785942822477, OCLC 58569022, lire en ligne).

### Revues
- (ru) « Из книги «Смальта» » [« Tiré du livre Smalt »], Новая русская книга, nos 4/5,‎ 2000 (lire en ligne, consulté le 16 août 2018) ;
- (ru) « Ночные путешественники » [« Voyageurs de nuit »], Новое литературное обозрение, no 47,‎ 2001 (lire en ligne, consulté le 16 août 2018) ;
- (ru) « Стихи » [« Vers »], Новое литературное обозрение, no 47,‎ 2001 (lire en ligne, consulté le 16 août 2018)
- (ru) « Стихи » [« Vers »], Зеркало, nos 27-28,‎ 2006 (lire en ligne, consulté le 16 août 2018).